# Aire urbaine de Saint-Jean-d'Angély
L'aire urbaine de Saint-Jean-d'Angély est une aire urbaine française centrée sur la ville de Saint-Jean-d'Angély, une des villes sous-préfectures de la Charente-Maritime.

## Zonage de l'aire urbaine de Saint-Jean-d'Angély en 2010 et population en 2008

### Données globales
Selon le dernier zonage effectué par l'INSEE en 2010, l'aire urbaine de Saint-Jean-d'Angély compte 13 240 habitants en 2008 (population municipale).
En 2008, elle se situait au 320e rang national et au 13e rang régional en Poitou-Charentes. 
Selon l'INSEE, l'aire urbaine de Saint-Jean-d'Angély fait partie des moyennes aires urbaines de la France c'est-à-dire ayant entre 5 000 et moins de 10 000 emplois.
Les 3 communes de l'agglomération urbaine de Saint-Jean-d'Angély qui appartiennent au pôle urbain correspondent à l'unité urbaine de Saint-Jean-d'Angély tandis que les 10 autres communes appartiennent à la couronne urbaine selon la nouvelle terminologie de l'INSEE.
En Charente-Maritime, elle occupe le cinquième rang, loin derrière les aires urbaines de La Rochelle, Saintes, Rochefort et Royan qui sont les quatre grandes aires urbaines de ce département. Avec l'aire urbaine de La Tremblade, elle fait partie des deux aires urbaines du département à avoir entre 10 000 et 20 000 habitants.

### Composition de l'aire urbaine de Saint-Jean-d'Angély selon le zonage de 2010
Composition de l'aire urbaine de Saint-Jean-d'Angély selon le nouveau zonage de 2010 et population en 2008 (population municipale)
| Commune                                             | Superficie | Population  | Densité de population | Catégorie dans l'aire urbaine             |
| --------------------------------------------------- | ---------- | ----------- | --------------------- | ----------------------------------------- |
| Saint-Jean-d'Angély                                 | 18,78 km²  | 7 522 hab.  | 401 hab/km²           | commune appartenant au pôle urbain        |
| Saint-Julien-de-l'Escap                             | 8,68 km²   | 893 hab.    | 103 hab/km²           | commune appartenant au pôle urbain        |
| Ternant                                             | 5,61 km²   | 315 hab.    | 56 hab/km²            | commune appartenant au pôle urbain        |
| Pôle urbain ou unité urbaine de Saint-Jean-d'Angély | 33,07 km²  | 8 730 hab.  | 264 hab/km²           | 3 communes                                |
| Antezant-la-Chapelle                                | 18,63 km²  | 356 hab.    | 19 hab/km²            | commune appartenant à la couronne urbaine |
| La Benâte                                           | 11,07 km²  | 412 hab.    | 37 hab/km²            | commune appartenant à la couronne urbaine |
| Courcelles                                          | 6,77 km²   | 434 hab.    | 64 hab/km²            | commune appartenant à la couronne urbaine |
| Fontenet                                            | 10,27 km²  | 369 hab.    | 36 hab/km²            | commune appartenant à la couronne urbaine |
| La Jarrie-Audouin                                   | 8,41 km²   | 262 hab.    | 31 hab/km²            | commune appartenant à la couronne urbaine |
| Mazeray                                             | 19,38 km²  | 911 hab.    | 47 hab/km²            | commune appartenant à la couronne urbaine |
| Saint-Denis-du-Pin                                  | 19,16 km²  | 726 hab.    | 38 hab/km²            | commune appartenant à la couronne urbaine |
| Saint-Pardoult                                      | 5,60 km²   | 211 hab.    | 38 hab/km²            | commune appartenant à la couronne urbaine |
| La Vergne                                           | 13,97 km²  | 674 hab.    | 48 hab/km²            | commune appartenant à la couronne urbaine |
| Voissay                                             | 5,06 km²   | 155 hab.    | 31 hab/km²            | commune appartenant à la couronne urbaine |
| Couronne urbaine                                    | 118,32 km² | 4 510 hab.  | 38 hab/km²            | 10 communes                               |
| Aire urbaine                                        | 151,39 km² | 13 240 hab. | 87 hab/km²            | 13 communes                               |